# 第百七十四号哨戒特務艇
第百七十四号哨戒特務艇（だいひゃくななじゅうよんごうしょうかいとくむてい）は、日本海軍の特務艇（哨戒特務艇）。第一号型哨戒特務艇の68番艇。潜水艦の攻撃により沈没した。

## 艇歴
マル戦計画の特務艇、第2121号艦型の174番艇、仮称艦名第2294号艦として計画。1944年11月5日、第百七十四号哨戒特務艇と命名されて第一号型哨戒特務艇の64番艇に定められ、本籍を佐世保鎮守府と仮定。1945年3月8日、船体概成により徳島合同造船株式会社から呉海軍工廠へ引き渡し。5月10日竣工し、本籍を佐世保鎮守府に定められ、連合艦隊第二十二戦隊第四監視艇隊に編入。
5月18日、第五特攻戦隊作戦指揮下に編入。軍隊区分第二特攻部隊に配置。5月中は種子島への輸送に2回従事。
6月8日、天草下島魚貫埼よりの方位300度7カイリの地点で、潜水艦の攻撃を受け被雷し沈没した。
※以下の艇歴は書類上のもの。
6月15日、第七艦隊作戦指揮下に編入。軍隊区分対馬海峡方面部隊北九州防備部隊に配置。
7月1日、第四監視艇隊から削除され舞鶴鎮守府敦賀港湾警備隊に編入。
1947年5月3日、第百七十四号哨戒特務艇は海軍編制の廃止に伴い除籍された。